# Холанд Родън
Холанд Родън (на английски: Holland Roden) е американска актриса, която е най-добре позната като Лидия Мартин, заради участието си в сериала Тийн вълк.

## Кариера
Холанд прави своя актьорски дебют в сериала „12 Miles of Bad Road“. През 2008 г. участва във филма „Bring It On: Fight to the Finish“. От 2008 до 2010 г. тя участва в сериали като „От местопрестъплението“, Cold Case, Pushed, „Трева“, Community и Престъпни намерения. През юни 2011 г. Родън е одобрена да играе като Лидия Мартин в сериала „Teen Wolf“.

## Филмография
| Година | Заглавие                         | Роля           | Бележки                            |
| ------ | -------------------------------- | -------------- | ---------------------------------- |
| 2007   | 12 Miles of Bad Road             | Бронуин        | 3 епизода                          |
| 2008   | От местопрестъплението           | Кира Делинджър | В епизода: „Goodbye and Good Luck“ |
| 2008   | Изгубени                         | Емили Лок      | В епизода: Cabin Fever             |
| 2008   | Забравени досиета                | Миси Галавън   | В епизода: Roller Girl             |
| 2009   | Pushed                           | Саша           |                                    |
| 2009   | Трева                            | Йогурт Пидлер  | В епизода: Wonderful Wonderful     |
| 2009   | Bring It On: Fight to the Finish | Скай           | Филм                               |
| 2009   | Community                        | Момиче         | В епизода: Environmental Science   |
| 2010   | Престъпни намерения              | Ребека Даниелс | В епизода: ...A Thousand Words     |
| 2010   | The Event                        | Млада Вайълет  | В епизода: „Loyalty“               |
| 2011–  | Тийн вълк                        | Лидия Мартин   | Главен герой                       |
| 2011   | Memphis Beat                     | Джил Саймън    | В епизода: „Lost“                  |
| 2012   | Анатомията на Грей               | Гретчън Шоу    | В епизода: „This Magic Moment“     |
| 2012   | House of Dust                    | Габи           | Филм                               |